# Statue équestre du duc de Cambridge
La Statue équestre du duc de Cambridge est une statue équestre du prince George, duc de Cambridge, réalisée par Adrian Jones (en) et installée à Whitehall, à Londres.